# 칸무리
칸무리(冠)는 일본의 관리들이 쓰던 관모이다. 한국의 익선관이나 사모에 속하는데 뒤에 길게 올라간 것은 마키에이(巻纓)를 쓴다.
옆으로 보는 것을 기준으로 의자같은 부분 아래를 이소(磯) 그 윗부분을 코지(巾子) 길쭉한 부분을 류우에이(立纓) 마지막으로 그 받침대 같은 것을 에츠보(纓壺)라고 한다.